# Neuville-lez-Beaulieu
 Neuville-lez-Beaulieu  es una población y comuna francesa, en la región de Champaña-Ardenas, departamento de Ardenas, en el distrito de Charleville-Mézières y cantón de Signy-le-Petit.

## Demografía
| 466 | 459 | 374 | 360 | 298 | 265 |
| Para los censos de 1962 a 1999 la población legal corresponde a la población sin duplicidades (Fuente: INSEE [Consultar]) |     |     |     |     |     |